# NGC 3407
NGC 3407 este o galaxie lenticulară situată în constelația Ursa Mare. A fost descoperită în 9 aprilie 1793 de către William Herschel.